# Glasgow
Glasgow (škotskogelsko Glaschu, škotsko Glesca ali Glesga) je največje mesto na Škotskem je najbolj naseljeno mesto na Škotskem in tretje največje mesto v Združenem Kraljestvu (za Londonom in Birminghamom). Je ob reki Clyde in leži v zahodnem osrednjem nižavju. Leta 2022 je imelo ocenjeno prebivalstvo kot opredeljeno lokacijo 632.350 in je zasidralo urbano naselje 1.028.220. Mesto, ustanovljeno leta 1893 kot samostojno okrožje, je bilo prej v zgodovinskem okrožju Lanarkshire (ali Clydesdale) in se je povečalo tako, da vključuje naselja, ki so bila nekoč del Renfrewshire in Dunbartonshire (ali Lennox). Zdaj tvori območje mestnega sveta Glasgowa, eno od 32 območij sveta Škotske, in ga upravlja mestni svet Glasgowa.
Glasgow ima največje gospodarstvo na Škotskem in tretji najvišji BDP na prebivalca med vsemi mesti v Združenem kraljestvu. Glavne kulturne ustanove v Glasgowu uživajo mednarodni ugled, vključno s Škotskim kraljevim konservatorijem, zbirko Burrell, umetnostno galerijo in muzejem Kelvingrove, Kraljevim škotskim nacionalnim orkestrom, Škotskim simfoničnim orkestrom BBC, Škotskim baletom in Škotsko opero. Mesto je bilo leta 1990 evropska prestolnica kulture in je znano po svoji arhitekturi, kulturi, medijih, glasbeni sceni, športnih klubih in prometnih povezavah. Je peto najbolj obiskano mesto v Združenem kraljestvu. Mesto je leta 2021 gostilo konferenco Združenih narodov o podnebnih spremembah (COP26) na svojem glavnem prizorišču dogodkov, v centru SEC. Glasgow je gostil igre Commonwealtha leta 2014 in prvo evropsko prvenstvo leta 2018 ter je bil eno od mest gostiteljev UEFA Euro 2020. Mesto je v športnem svetu dobro znano tudi po nogometu, zlasti po rivalstvu Old Firm.
Glasgow je zrasel iz majhnega podeželskega naselja blizu Glasgowske stolnice in se spušča do reke Clyde ter postal največje pristanišče na Škotskem in deseto največje po tonaži v Veliki Britaniji. S širitvijo iz srednjeveške škofije in škofovskega mesta (pozneje kraljevega mesta) in poznejše ustanovitve Univerze v Glasgowu v 15. stoletju je postalo glavno središče škotskega razsvetljenstva v 18. stoletju. Od 18. stoletja dalje je mesto raslo tudi kot eno glavnih britanskih središč oceanske trgovine s Severno Ameriko in Zahodno Indijo; kmalu so sledili Orient, Indija in Kitajska. Z začetkom industrijske revolucije sta se prebivalstvo in gospodarstvo Glasgowa in okolice hitro razširila in postala eno najpomembnejših svetovnih središč kemikalij, tekstila in inženiringa; predvsem v industriji ladjedelništva in pomorskega strojništva, ki je proizvedla številna inovativna in znana plovila. Glasgow je bil večji del viktorijanske in edvardijanske dobe »drugo mesto britanskega imperija«.
V poznem 19. in zgodnjem 20. stoletju je prebivalstvo Glasgowa hitro raslo in leta 1938 doseglo vrh 1.127.825 ljudi (z večjo gostoto in na manjšem ozemlju kot v naslednjih desetletjih). Prebivalstvo se je močno zmanjšalo po obsežnih projektih prenove mest v 1960-ih, ki so povzročili obsežno selitev ljudi v določena nova mesta, kot so Cumbernauld, Livingston, East Kilbride in obrobna predmestja, čemur so sledile zaporedne spremembe meja. Več kot 1.000.000 ljudi živi v sosednjem mestnem območju Greater Glasgow, medtem ko je v širši regiji mesta Glasgow več kot 1.800.000 ljudi, kar je približno 33 % prebivalstva Škotske. Mesto ima eno največjih gostot med vsemi kraji na Škotskem, in sicer 4023/km².

## Etimologija
Ime Glasgow je britskega izvora. Prvi element glas, ki pomeni 'sivo-zelen, sivo-moder' v britščini, škotski gelščini in sodobni valižanščini, in drugi *cöü, 'votel' (prim. valižansko glas-cau), ki daje pomen 'zeleno-votlo'. Zelena vdolbina se morda nanaša na grapo vzhodno od stolnice v Glasgowu. Pogosto se reče, da ime pomeni 'drago zeleno mesto' ali da je 'drago zeleno mesto' prevod iz gelščine Glas Caomh. 'Drago zeleno mesto' ostaja ljubkovalni način sklicevanja na mesto. Sodobna gelščina je glaschu in izhaja iz istih korenin kot britščina.
Naselbina ima morda starejše britsko ime, Cathures; sodobno ime se prvič pojavi v gelskem obdobju (1116), kot Glasgu. Zapisano je tudi, da je kralj Strathclyda, Rhydderch Hael, pozdravil svetega Kentigerna (znanega tudi kot sveti Mungo) in poskrbel za njegovo posvetitev za škofa okoli leta 540. Kakšnih trinajst let je Kentigern delal v regiji in zgradil svojo cerkev pri Molendinar Burn, kjer zdaj stoji stolnica v Glasgowu, in mnoge spreobrne. Okoli njega se je razvila velika skupnost, ki je postala znana kot Glasgu.

## Zgodovina

### Začetki in razvoj
Območje okoli Glasgowa že tisočletja gosti skupnosti, reka Clyde pa je naravna lokacija za ribolov. Rimljani so kasneje na tem območju zgradili postojanke in za zaščito Rimske Britanije pred britsko govorečimi (keltskimi) Kaledonci zgradili Antoninov zid. Predmete iz stene, kot so oltarji iz rimskih utrdb, kot je Balmuildy, je danes mogoče najti v Hunterian Museum.
Sam Glasgow naj bi bil ustanovil krščanski misijonar sv. Mungo v 6. stoletju. Ustanovil je cerkev na Molendinar Burn, kjer stoji sedanja Glasgowska stolnica, in v naslednjih letih je Glasgow postal versko središče in je rasel v naslednjih stoletjih. Glasgowski sejem naj bi se začel leta 1190. Most čez reko Clyde je bil zabeležen okoli leta 1285, kjer zdaj stoji Victoria Bridge. Kot najnižja točka je bil most čez Clyd pomemben prehod. Območje okoli mostu je postalo znano kot Briggait. Ustanovitev Univerze v Glasgowu ob stolnici leta 1451 in povišanje škofije v glasgowsko nadškofijo leta 1492 sta povečala verski in izobraževalni status mesta ter zemljiško bogastvo. Zgodnja trgovina je bila poljedelstvo, pivovarstvo in ribištvo, s sušenim lososom in sledom, ki so ga izvažali v Evropo in Sredozemlje. Do 15. stoletja se je mestno območje raztezalo od območja okoli stolnice in univerze na severu do mostu in bregov Clyda na jugu vzdolž High Street, Saltmarket in Bridgegate ter prečkalo pot vzhod–zahod pri Glasgow Crossu, ki postal trgovsko središče mesta.
Po evropski protestantski reformaciji in ob spodbudi konvencij kraljevih gradišč se je 14 združenih trgovskih obrti leta 1605 združilo v trgovsko hišo, da bi se ujemalo z močjo in vplivom prejšnjih trgovskih cehov v mestnem svetu, ki so istega leta ustanovili svojo trgovsko hišo. Leta 1611 je bil Glasgow povzdignjen v status kraljevega mesta (Royal Burgh). Daniel Defoe je mesto obiskal v zgodnjem 18. stoletju in v svoji knjigi A tour thro' the whole island of Great Britain zaslovel z mnenjem, da je Glasgow »najčistejše, najlepše in najbolje zgrajeno mesto v Britaniji, razen Londona«. Takrat je bilo v mestu približno 12.000 prebivalcev, mesto pa je šele bilo podvrženo ogromnim ekspanzivnim spremembam svojega gospodarstva in urbanega tkiva, ki sta jih prinesli škotsko razsvetljenstvo in industrijska revolucija.
Mesto je uspevalo zaradi svoje vpletenosti v trikotno trgovino in atlantsko trgovino s sužnji, od katere je bilo prvo odvisno. Glasgowski trgovci so trgovali s pridelki, ki so jih pridelali sužnji, kot so sladkor, tobak, bombaž in lan. Od leta 1717 do 1766 so škotske suženjske ladje, ki so delovale iz Glasgowa, prepeljale približno 3000 zasužnjenih Afričanov v Ameriko (od skupnega števila 5000 sužnjev, ki so jih prevažale ladje iz Škotske). Večina teh suženjskih potovanj je začela iz satelitskih pristanišč Glasgowa, Greenock in Port Glasgow.

### Trgovsko pristanišče
Po aktih unije leta 1707 je Škotska pridobila nadaljnji dostop do obsežnih trgov novega Britanskega imperija, Glasgow pa je postal pomembno središče mednarodne trgovine v Ameriko in iz nje, zlasti s sladkorjem, tobakom, bombažem in industrijskimi izdelki. Od leta 1668 so mestni Tobacco Lords ustvarili globokomorsko pristanišče v Port Glasgowu približno 32 km navzdol po reki Clyde, saj je bila reka od mesta do te točke takrat preplitva za pomorske trgovske ladje. Do poznega 18. stoletja je bila več kot polovica britanske trgovine s tobakom osredotočena na reko Clyde, pri čemer je bilo vsako leto na vrhuncu uvoza več kot 21.000 t tobaka. Takrat je imel Glasgow komercialni pomen, saj je mesto sodelovalo pri trgovini s sladkorjem, tobakom in kasneje bombažem. Od sredine 18. stoletja se je mesto začelo širiti proti zahodu od svojega srednjeveškega jedra pri Glasgow Crossu, z rešetkastim načrtom ulic, ki se je začel v 1770-ih in je sčasoma dosegel George Square, da bi sprejel večji del rasti, pri čemer je ta širitev postala znana veliko pozneje v leta 1980 naprej kot Trgovsko mesto. Največja rast na območju mestnega središča, ki je temeljila na bogastvu mednarodnega trgovanja, je bila naslednja širitev, ko so bile ulice zahodno od ulice Buchanan, ki so peljale navzgor in čez hrib Blythswood od leta 1800 naprej.

### Industrializacija
Odprtje kanala Monkland in bazena, ki se povezuje s kanaloma Forth in Clyde v pristanišču Dundas leta 1795, je olajšalo dostop do obsežnih rudnikov železove rude in premoga v Lanarkshiru. Po obsežnih rečnih inženirskih projektih za poglabljanje in poglabljanje reke Clyde do Glasgowa je ladjedelništvo postalo glavna industrija v zgornjem delu reke, ki so jo začeli industrialci, kot so Robert Napier, John Elder, George Thomson, sir William Pearce in sir Alfred rman. Reka Clyde je postala tudi pomemben vir navdiha za umetnike, kot so John Atkinson Grimshaw, John Knox, James Kay, Sir Muirhead Bone, Robert Eadie in L.S. Lowry, pripravljen upodobiti novo industrijsko dobo in sodobni svet, tako kot Stanley Spencer navzdol v Port Glasgowu.
Prebivalstvo Glasgowa je do leta 1821 preseglo prebivalstvo Edinburga. Razvoj civilnih ustanov je leta 1800 vključeval policijo mesta Glasgow, eno prvih mestnih policijskih enot na svetu. Kljub krizi, ki jo je povzročil propad banke City of Glasgow Bank leta 1878, se je rast nadaljevala in do konca 19. stoletja je bilo eno od mest, znanih kot »drugo mesto imperija«, in je proizvedlo več kot polovico britanske tonaže ladijskega prometa in četrtino vseh lokomotiv na svetu. Poleg prevladujočega položaja v ladjedelništvu, inženirstvu, industrijskih strojih, gradnji mostov, kemikalijah, eksplozivih, premogovništvu in naftni industriji se je razvilo kot glavno središče v tekstilstvu, izdelavi oblačil, proizvodnji preprog, predelavi usnja, izdelavi pohištva, lončarstvu , izdelava hrane, pijače in cigaret; tiskanje in založništvo. Istočasno so se razširile ladijske storitve, bančništvo, zavarovanje in poklicne storitve.
Glasgow je postal eno prvih mest v Evropi, ki je doseglo milijon prebivalcev. Nove obrti in znanosti v mestu so privabile nove prebivalce iz vsega Škotskega nižavja in višavja, iz Irske in drugih delov Britanije ter iz celinske Evrope. V tem obdobju je bila financirana gradnja številnih največjih arhitekturnih mojstrovin mesta in najambicioznejših gradbenih projektov, kot so Obrat za čiščenje vode Milngavie, podzemna železnica, Glasgow Corporation Tramways, mestne zbornice, knjižnica Mitchell ter umetniška galerija in muzej Kelvingrove. Mesto je organiziralo tudi vrsto mednarodnih razstav v parku Kelvingrove v letih 1888, 1901 in 1911, z zadnjo večjo britansko mednarodno razstavo, Empire Exhibition, ki je bila nato leta 1938 v parku Bellahouston, ki je pritegnila 13 milijonov obiskovalcev.
20. stoletje je bilo priča tako zatonu kot obnovi mesta. Po prvi svetovni vojni je mesto prizadela recesija in kasnejša velika depresija, kar je pripeljalo tudi do vzpona radikalnega socializma in gibanja Red Clydeside. Mesto si je opomoglo z izbruhom druge svetovne vojne. Mesto je med vojno doživelo zračno bombardiranje Luftwaffe med Clydebank Blitzom, nato pa je raslo skozi povojni razcvet, ki je trajal v 1950-ih. Do 1960-ih je rast industrije v državah, kot sta Japonska in Zahodna Nemčija, oslabila nekoč prevladujoč položaj številnih mestnih industrij. Zaradi tega je Glasgow vstopil v dolgotrajno obdobje relativnega gospodarskega nazadovanja in hitre deindustrializacije, kar je povzročilo visoko brezposelnost, propadanje mest, upad prebivalstva, odvisnost od socialne pomoči in slabo zdravje mestnih prebivalcev. Pojavili so se dejavni poskusi oživitve mesta, ko je Glasgowska korporacija objavila svoje kontroverzno Bruceovo poročilo, ki je predstavilo obsežno vrsto pobud, namenjenih preobrnitvi propadanja mesta. Poročilo je privedlo do velikega in radikalnega programa prizadevanj za obnovo in regeneracijo, ki se je začelo sredi 1950-ih in trajalo v poznih 1970-ih. To je vključevalo množično rušenje razvpitih mestnih barakarskih naselij in njihovo nadomestitev z velikimi primestnimi stanovanjskimi naselji in stolpnicami.
Mesto je veliko vlagalo v cestno infrastrukturo z obsežnim sistemom magistralnih cest in avtocest, ki so prepolovile osrednje območje. Obstajajo tudi obtožbe, da je škotski urad namerno poskušal spodkopati gospodarski in politični vpliv Glasgowa v povojni Škotski s preusmeritvijo notranjih naložb v nove industrije v druge regije med razcvetom Silicon Glena in ustvarjanjem novih mest Cumbernauld, Glenrothes, Irvine, Livingston in East Kilbride, razpršena po škotskem nižavju, da bi prepolovila bazo prebivalstva mesta. Do poznih 1980-ih je prišlo do pomembnega ponovnega vzpona gospodarskega bogastva Glasgowa. Kampanja Glasgow's miles better, ki se je začela leta 1983, in odprtje zbirke Burrell leta 1983 ter škotskega razstavišča in konferenčnega centra leta 1985 je omogočilo novo vlogo Glasgowa kot evropskega središča za poslovne storitve in finance ter spodbudilo povečanje turizma in notranjih naložb. Slednjo še naprej podpira zapuščina mestnega festivala Glasgow Garden leta 1988, njegov status evropske prestolnice kulture leta 1990 in usklajeni poskusi diverzifikacije mestnega gospodarstva. Vendar pa je industrijska dediščina tista, ki služi kot ključni dejavnik turizma. Širša gospodarska oživitev se je nadaljevala in tekoča regeneracija mestnih območij, vključno z obsežno regeneracijo obrežja Clyde, je povzročila, da se je več premožnih ljudi preselilo nazaj v središče Glasgowa, kar je spodbudilo obtožbe o gentrifikaciji. Leta 2008 je Lonely Planet mesto uvrstil med 10 najboljših turističnih mest na svetu.
Kljub gospodarskemu preporodu Glasgowa vzhodni del mesta ostaja žarišče socialnega pomanjkanja. Poročilo Glasgow Economic Audit, objavljeno leta 2007, navaja, da se vrzel med uspešnimi in zapostavljenimi deli mesta povečuje. Leta 2006 je 47 % prebivalcev Glasgowa živelo v najbolj revnih 15 % območij Škotske, medtem ko je Center za socialno pravičnost poročal, da je 29,4 % delovno sposobnih prebivalcev mesta »ekonomsko neaktivnih«. Čeprav nekoliko zaostaja za britanskim povprečjem, ima Glasgow še vedno višjo stopnjo zaposlenosti kot Birmingham, Liverpool in Manchester. Leta 2008 je bilo mesto uvrščeno na 43. mesto glede osebne varnosti v Mercerjevem indeksu 50 najvarnejših mest na svetu. Mercerjevo poročilo se je posebej ukvarjalo s kakovostjo življenja, vendar do leta 2011 v Glasgowu nekatera območja (še vedno) »niso dosegla ravni škotskega cilja kakovosti zraka za dušikov dioksid (NO2) in trdne delce (PM10)«.

## Geografija
Glasgow leži na bregovih reke Clyde v zahodni osrednji Škotski. Druga pomembna reka je Kelvin, pritok reke Clyde, katere ime je bilo uporabljeno pri ustvarjanju naslova barona Kelvina, priznanega fizika, po katerem je poimenovana enota SI za temperaturo Kelvin.
Glasgow kot burgh (avtonomna občinska korporacija na Škotskem in v Angliji) je bil zgodovinsko v Lanarkshireu, vendar blizu meje z Renfrewshireom. Ko so bili leta 1890 ustanovljeni izvoljeni okrožni sveti, je Glasgow veljal za sposobnega voditi svoje zadeve, zato je bil izključen iz upravnega območja sveta okrožja Lanarkshire, medtem ko je ostal del Lanarkshira za namestnike in sodne namene. Burgh je bil leta 1891 znatno povečan, da je zajel območja Lanarkshirea in Renfrewshira, kjer je mestno območje zraslo onkraj stare meje Burgha. Leta 1893 je mesto postalo lastno okrožje tudi za namembne in sodne namene, tako da je postalo samostojno okrožje.
Od leta 1975 do 1996 je bilo mesto del regije Strathclyde, mestni svet pa je postal okrožni svet nižje stopnje. Strathclyde je bil ukinjen leta 1996, od takrat je mesto spet odgovorno za vse vidike lokalne uprave, saj je eno od 32 območij sveta na Škotskem.

### Podnebje
Podnebje Glasgowa je razvrščeno kot oceansko (Köppen Cfb). Zaradi vplivov zalivskega toka so temperature običajno višje kot v večini krajev na enaki zemljepisni širini v Združenem kraljestvu. Zaradi tega ima manj izrazite letne čase. Glasgow je bil imenovan za najbolj deževno mesto v Veliki Britaniji, v povprečju ima 170 dni dežja na leto. Zime so hladne in oblačne, povprečna januarska temperatura je 5 °C, včasih pa temperature padejo pod ledišče. Jeseni so hladne in blage z veliko padavinami. Najtoplejši mesec je julij, s povprečno temperaturo nad 20 °C. Poletne temperature lahko občasno dosežejo tudi do 27 °C in redko presežejo 30 ° C. Najvišja zabeležena temperatura je bila 31,9 °C. 

## Demografija
Prebivalci mesta se uradno imenujejo Glaswegijci ali Weegies.  Glasgow je znan tudi po izrazitem narečju, Glasgow patter, ki ga razumejo le prebivalci mesta. 
Na osrednjem območju okrožja Glagow City živi več kot 1.800.000 ljudi, kar predstavlja približno 33 % vseh prebivalcev Škotske. Prebivalstvo Glasgowa je do leta 1821 preseglo prebivalstvo Edinburga. 
V poznem 19. in začetku 20. stoletja je zaradi gospodarske rasti prebivalstvo Glasgowa hitro naraščalo in leta 1938 doseglo število 1127.825. V 1950-ih je število prebivalcev na območju mesta Glasgow doseglo vrhunec z 1.089.000 števila prebivalcev. Glasgow je bil takrat eno najbolj naseljenih mest na svetu. Po šestdesetih letih dvajsetega stoletja je zaradi gospodarske krize prebivalstvo upadlo.
V začetku 20. stoletja so se v Glasgow začeli priseljevati narodi iz drugih evropskih držav, predvsem iz Litve in Italije. V mestu živi tudi približno 8406 Poljakov. V 1960-ih in 1970-ih se je v Glasgowu naselilo tudi veliko Azijcev, predvsem na območju Pollokshields.
Leta 2011 je bilo na območju mestnega sveta 593.245 prebivalcev. Leta 2005 je imel Glasgow najnižjo pričakovano življenjsko dobo katerega koli mesta v Združenem kraljestvu: 72,9 let.

## Območja in predmestja

### Mestno središče
Središče mesta omejuje High Street do Glasgowske stolnice na ulici Castle Street, Glasgow Cross, Saltmarket, vključno s parkom Glasgow Green in St Andrew's Square na vzhodu; Clyde Street in Broomielaw (ob reki Clyde) na jugu; ter Charing Cross in Elmbank Street, za trgom Blythswood na zahodu. Severna meja (od vzhoda proti zahodu) sledi Cathedral Street do North Hanover Street in George Square.
Središče mesta temelji na mrežnem sistemu ulic na severnem bregu reke Clyde. Srce mesta je trg George Square, kjer so številni javni kipi Glasgowa in dovršene viktorijanske stavbe Glasgow City Chambers, sedež mestnega sveta Glasgowa. Na jugu in zahodu so nakupovalna območja na ulicah Argyle Street, Sauchiehall Street in Buchanan Street, zadnja z bolj prestižnimi trgovci na drobno in zmagovalka Akademije za urbanizem Great Street Award 2008. Zbirka trgovin okoli teh ulic se kopiči in postane znana kot Style Mile.
Glavna nakupovalna območja vključujejo Buchanan Street, Buchanan Galleries, ki povezuje Buchanan Street in Sauchiehall Street, in St. Enoch Center, ki povezuje Argyle Street in St Enoch Square), s prestižnim Princes Squareom, kjer so posebej predstavljene trgovine, kot so Ted Baker, Radley in Kurt Geiger. Galerije Buchanan in drugi kraji v središču mesta so bili izbrani kot lokacije za film Under the Skin iz leta 2013 režiserja Jonathana Glazerja. Čeprav so bili prizori v Glasgowu posneti s skritimi kamerami, so zvezdnico Scarlett Johansson opazili po mestu. Italijanski center na ulici Ingram je prav tako specializiran za dizajnerske etikete. Maloprodajni portfelj Glasgowa tvori drugi največji in gospodarsko najpomembnejši maloprodajni sektor v Združenem kraljestvu za osrednjim Londonom.
V središču mesta je večina glavnih kulturnih prizorišč Glasgowa: Kraljeva koncertna dvorana Glasgow, Mestna hiša Glasgow, Kraljevo gledališče (prizorišče Škotske opere in škotskega baleta), Gledališče Pavilion, Kraljevo gledališče, Filmsko gledališče Glasgow, Gledališče Tron , Galerija moderne umetnosti (GoMA), knjižnica in gledališče Mitchell, Center za sodobno umetnost, galerije McLellan in arhitekturni muzej Lighthouse. Najvišji kino na svetu, Cineworld z osemnajstimi dvoranami, je na ulici Renfrew. V središču mesta so tudi štiri visokošolske ustanove v Glasgowu: Univerza Strathclyde, Kraljevi konservatorij Škotske, Glasgowska šola za umetnost in Glasgowska kaledonska univerza ter največji kolidž v Veliki Britaniji City of Glasgow College v ulici Cathedral Street.

### Merchant City
To je komercialno in delno stanovanjsko okrožje Merchant Cityja, ime, ki ga je v 1960-ih skoval zgodovinar Charles Oakley. To se je začelo kot stanovanjsko okrožje bogatih mestnih trgovcev, vključenih v mednarodno trgovino in tekstilno industrijo v 18. in zgodnjem 19. stoletju, z njihovimi skladišči v bližini, vključno z Tobacco Lords, po katerih so številne ulice dobile ime. S svojim trgovskim bogastvom in nenehno rastjo še pred industrijsko revolucijo se je mesto razširilo z ustvarjanjem novega mesta okoli trga George Square, ki mu je kmalu sledilo novo mesto Blythswood na hribu Blythswood, ki vključuje trg Blythswood. Prvotno srednjeveško središče okoli Glasgow Crossa in High Street je ostalo zadaj.
Glasgow Cross, ki je na stičišču High Street, ki vodi do Glasgowske stolnice, Gallowgate, Trongate in Saltmarketa, je bil prvotno središče mesta, ki ga je simboliziral Mercat cross (škotsko ime za tržni križ, ki ga pogosto najdemo v škotskih naseljih, kjer je zgodovinsko pravico do redne tržnice ali sejma podelil monarh, škof ali baron). Glasgowski križ obsega zvonik Tolbooth Steeple, vse, kar je ostalo od prvotnega Glasgowskega Tolbootha, ki je bil porušen leta 1921. Če se premakne proti severu navzgor na High Street proti Rottenrowu in Townheadu, pridemo do stolnice iz 15. stoletja in gospostvo Provand. Zaradi vse večjih ravni industrijskega onesnaževanja v sredini do poznega 19. stoletja je območje padlo v nemilost prebivalcev.
Od 1980-ih naprej je bilo Merchant City pomlajeno z luksuznimi stanovanji v središču mesta in predelavami skladišč. Ta prenova je podprla vse večje število kavarn in restavracij. Območje je tudi dom številnih vrhunskih butičnih trgovin in nekaterih najbolj prestižnih trgovin v Glasgowu.
Merchant City je eno od središč rastoče »kulturne četrti« Glasgowa, ki temelji na ulici King Street, Saltmarket in Trongate ter je v središču letnega festivala Merchant City. Območje je podpiralo rast umetniških galerij, katerih izvor je mogoče najti v poznih 1980-ih, ko je pritegnilo organizacije pod vodstvom umetnikov, ki so si lahko privoščile poceni najemnine, potrebne za delovanje v praznih proizvodnih ali maloprodajnih prostorih. Umetniški in kulturni potencial trgovskega mesta kot »kulturne četrti« so izkoristile neodvisne umetniške organizacije in mestni svet Glasgowa, nedavni razvoj Trongate 103, v katerem so galerije, delavnice, umetniški ateljeji in produkcijski prostori, pa je velja za pomemben rezultat nadaljnjega partnerstva med obema. Območje vsebuje tudi številna gledališča in koncertna prizorišča, vključno z gledališčem Tron, staro sadno tržnico, trgovsko dvorano, trgom sv. Andreja, tržnim trgom in mestnimi hišami.

### West End
Glasgowski West End je najprej zrasel do in okoli Blythswood Square in Garnethilla, nato pa se je razširil na Woodlands Hill in Great Western Road. To je okrožje elegantnih meščanskih hiš in stanovanj s kavarnami, čajnicami, bari, butiki, prestižnimi hoteli, klubi in restavracijami v zaledju Kelvingrove parka, Univerze v Glasgowu, botaničnih vrtov in Škotskega razstavišča in konferenčnega centra, osredotočenega posebej na glavnih prometnicah območja Argyle Street (Finnieston), Great Western Road in Byres Road. Območje je priljubljeno med turisti in študenti.
West End vključuje stanovanjska območja Hillhead, Dowanhill, Kelvingrove, Kelvinside, Hyndland, Broomhill, Scotstoun, Jordanhill, Kelvindale, Anniesland in Partick. Ime se vse pogosteje uporablja tudi za označevanje katerega koli območja zahodno od Charing Crossa. West End prepolovi reka Kelvin, ki teče iz Campsie Fells na severu in se zlije z reko Clyde pri Yorkhill Quayu.
Stolp glavne stavbe Univerze v Glasgowu sira Georgea Gilberta Scotta (druge največje neogotske stavbe v Veliki Britaniji) je pomembna znamenitost in jo je mogoče videti daleč naokoli, saj stoji na vrhu Gilmorehilla. Sama univerza je četrta najstarejša v angleško govorečem svetu. Velik del mestne študentske populacije živi na West Endu, kar prispeva k njegovi kulturni živahnosti.
Območje je tudi dom Umetnostne galerije in muzeja Kelvingrove, Hunterian Museum and Art Gallery, muzejev Kelvin Hall in raziskovalnih objektov, trgovin in športa. Poleg Kelvinove dvorane je bil Riverside Museum (prej Muzej prometa), ki so ga leta 2010 ponovno odprli po selitvi na novo lokacijo na nekdanjem pristanišču Glasgow, kjer se reka Kelvin izliva v Clyde. Nova stavba je zgrajena po načrtu Zahe Hadid. Festival West End, eden največjih festivalov v Glasgowu, poteka vsako leto junija.
Glasgow je dom SECC, največjega razstavnega in konferenčnega središča v Veliki Britaniji. 30. septembra 2013 se je uradno odprla velika razširitev objektov SECC na nekdanjem Queen's Docku s strani Foster and Partners – Hydro arena s 13.000 sedeži. Zraven SECC v Queen's Docku je destilarna Clydeside, destilarna škotskega viskija, ki je bila odprta leta 2017 v nekdanji črpalnici doka.

### East End
East End se razteza od Glasgow Crossa v središču mesta do meje s severnim in južnim Lanarkshirom. Je dom Glasgow Barrowland tržnice, popularno znane kot The Barras, Barrowland Ballroom, Glasgow Green in Celtic Park, dom Celtic FC. V tem okrožju je ostalo veliko prvotnih stanovanj iz peščenjaka. East End je bil nekoč veliko industrijsko središče, dom Sir William Arrol & Co., James Templeton & Co in William Beardmore and Company. Pomemben lokalni delodajalec je še vedno pivovarna Wellpark Brewery, dom Tennent's Lager.
Pokopališče Glasgow Necropolis Garden je leta 1831 ustanovila Merchants House na hribu nad stolnico. Poti se vijejo skozi pokrajino navkreber do 21,3 metra visokega kipa Johna Knoxa na vrhu. V Gallowgateu sta dve stanovanjski hiši iz poznega 18. stoletja. Iz leta 1771 in 1780 sta bili dobro obnovljeni. Gradnjo Charlotte Street je financiral David Dale, čigar nekdanji obseg je mogoče oceniti z eno preostalo hišo, ki jo zdaj vodi Nacionalni sklad za Škotsko. Naprej vzdolž ulice Charlotte Street stoji sodobna zgradba Gillespie, Kidd & Coia, ki je nekaj posebnega. Nekoč šola je bila spremenjena v pisarne. Te stavbe obdaja vrsta inovativnih stanovanjskih objektov, zasnovanih kot »domovi za prihodnost«, del projekta med letom mesta kot britanskega mesta arhitekture in oblikovanja leta 1999.
Vzhodno od Glasgowskega križa je cerkev sv. Andreja in the Square, najstarejša cerkev po reformaciji na Škotskem, zgrajena v letih 1739–1757 in prikazuje prezbiterijansko veličino, ki se spodobi cerkvi bogatih mestnih trgovcev s tobakom. V bližini je tudi skromnejša episkopalna cerkev St Andrew's-by-the-Green, najstarejša episkopalna cerkev na Škotskem. Slednja je bila znana tudi kot Žvižgajoča cerkev, ker je bila prva cerkev po reformaciji, ki je imela orgle.
S pogledom na Glasgow Green je fasada Templeton On The Green z živahnimi polikromatskimi opečnimi zidovi, ki spominjajo na Doževo palačo v Benetkah.
Obsežen park Tollcross je bil prvotno razvit iz posestva Jamesa Dunlopa, lastnika lokalne jeklarne. Njegov veliki baronski dvorec je leta 1848 zgradil David Bryce, v katerem je bil pozneje do 80. let prejšnjega stoletja mestni otroški muzej. Danes je dvorec naselje varovanih stanovanj.
Nova škotska nacionalna pokrita športna arena, sodobna zamenjava za dvorano Kelvin, je v Dalmarnocku. Območje je bilo mesto atletske vasi za igre Commonwealtha leta 2014, ki je poleg nove pokrite športne arene.
East End Healthy Living Center (EEHLC) je bil ustanovljen sredi leta 2005 na Crownpoint Road s financiranjem loterije in mestnimi nepovratnimi sredstvi za potrebe skupnosti na tem območju. Center, ki se zdaj imenuje Glasgow Club Crownpoint Sports Complex, ponuja storitve, kot so športni objekti, zdravstveni nasveti, obvladovanje stresa, prosti čas in poklicni tečaji. Severno od East Enda ležita dva velika plinometra Provan Gas Works, ki stojita nad parkom Alexandra in glavnim križiščem med avtocestama M8 in M80.

### South Side
Južna stran Glasgowa se razteza južno od reke Clyde. Sosednje mestno območje vključuje nekatera najbolj bogata primestna naselja Greater Glasgow, kot so Newton Mearns, Clarkston in Giffnock, ki so vsa v vzhodnem Renfrewshiru, kot tudi Thorntonhall v južnem Lanarkshiru. Newlands in Dumbreck sta primera stanovanjskih četrti visoke vrednosti znotraj mestnih meja. Obstaja veliko območij z visoko koncentracijo stanovanjskih stavb iz peščenjaka, kot je Shawlands, ki velja za »srce južne strani«, drugi primeri pa so Battlefield, Govanhill in Mount Florida. Veliko predmestje Pollokshields obsega miren zahodni del z valovitimi drevoredi, obdanimi z dragimi vilami, in živahnejši vzhodni del z gosto mrežo stanovanj in majhnih trgovin. Na južni strani so tudi nekatera povojna stanovanjska naselja različnih velikosti, kot so Toryglen, Pollok, Castlemilk in Arden. Mesti Cambuslang in Rutherglen sta bili od leta 1975 do 1996 vključeni v okrožje mesta Glasgow, zdaj pa sta v območju sveta južnega Lanarkshira.
Čeprav je območje pretežno stanovanjsko, ima nekaj pomembnih javnih stavb, vključno s šolskim muzejem in hišo ljubitelja umetnosti Charlesa Rennieja Mackintosha Scotland Street; zbirka Burrell v podeželskem parku Pollok; vila Holmwood House Aleksandra Grka Thomsona; nacionalni nogometni stadion Hampden Park v Mount Floridi (dom Queens Park FC) in Ibrox Stadium (dom Rangers FC).
Nekdanje pristanišče na Pacific Quayu na južnem bregu reke Clyde, nasproti SECC, je mesto Glasgowskega znanstvenega centra ter sedeža BBC Scotland in STV Group (lastnik STV) v novem namensko zgrajenem digitalnem medijski kampus.
Poleg tega je bilo zgrajenih več novih mostov čez reko Clyde, vključno z ločnim mostom Clyde Arc, ki ga domačini poznajo kot Squinty Bridge na Pacific Quayu in drugimi na Tradestonu in Springfield Quayu.
Južna stran vključuje tudi številne javne parke, vključno s parkom Linn, parkom Queen's in parkom Bellahouston ter več golf klubi, vključno s prvenstvenim igriščem na gradu Haggs. Južna stran je tudi dom velikega podeželskega parka Pollok, ki je bil leta 2008 nagrajen s priznanjem za najboljši park v Evropi. Južna stran tudi neposredno meji na park Rouken Glen v sosednjem Giffnocku. V zgodnjih 2000-ih je bil imenovan Dams to Darnley Country Park, čeprav je polovica parka v vzhodnem Renfrewshireu. Od leta 2021 so objekti v še vedno novem parku precej pomanjkljivi.
Govan je okrožje in nekdanje mesto v jugozahodnem delu mesta. Je na južnem bregu reke Clyde, nasproti Particka. Od leta 1864 je bil upravno neodvisen Police Burgh, dokler ni bil leta 1912 vključen v rastoče mesto Glasgow. Govan ima zapuščino kot inženirsko in ladjedelniško središče mednarodnega slovesa in je dom ene od dveh ladjedelnic BAE Systems Surface Ships na reki Clyde in podjetje za natančno inženirstvo Thales Optronics. Tu je tudi univerzitetna bolnišnica kraljice Elizabete, ena največjih bolnišnic v državi, in skladišče za vzdrževanje podzemne železnice v Glasgowu. Širše območje Govan vključuje okrožja Ibrox, Cessnock, Kinning Park in Kingston.

### Severni Glasgow
Severni Glasgow se razteza od severa mestnega središča proti bogatim predmestjem Bearsden, Milngavie in Bishopbriggs v East Dunbartonshireu ter Clydebank v West Dunbartonshireu. Območje vsebuje tudi nekaj najrevnejših stanovanjskih območij v mestu.
To je privedlo do obsežne prenove velikega dela revnejšega stanovanjskega fonda v severnem Glasgowu in širše regeneracije številnih območij, kot je Ruchill, ki so bila preoblikovana; številna propadajoča stanovanjska naselja so zdaj prenovljena ali nadomeščena s sodobnimi stanovanjskimi soseski. Velik del stanovanjskega fonda v severnem Glasgowu predstavljajo najemniška socialna stanovanja, z velikim deležem visokih stolpnic, ki jih upravlja North Glasgow Housing Association, ki posluje kot NG Homes in Glasgow Housing Association.
Maryhill sestavljajo dobro vzdrževana tradicionalna stanovanjska naselja iz peščenjaka. Čeprav je zgodovinsko območje delavskega razreda, njegove meje s prestižnim West Endom mesta pomenijo, da je razmeroma bogato v primerjavi s preostalim severnim delom mesta, ki vsebuje bogata območja, kot sta Maryhill Park in North Kelvinside. Maryhill je tudi lokacija stadiona Firhill, doma Partick Thistle F.C. od leta 1909. Mladinska ekipa, Maryhill F.C. se prav tako nahajajo v tem delu severnega Glasgowa.
Kanal Forth in Clyde poteka skozi ta del mesta in je na neki stopnji predstavljal pomemben del lokalnega gospodarstva. Po zatonu težke industrije je bil dolga leta onesnažen in večinoma neuporabljen, vendar so ga nedavna prizadevanja za regeneracijo in ponovno odprtje kanala za plovbo pomladila, vključno z umetniškimi kampusi v Port Dundasu.
Sighthill je bil dom največje skupnosti prosilcev za azil na Škotskem, vendar je območje zdaj obnovljeno kot del ponudbe za mladinske olimpijske igre.
Velik del gospodarskega življenja Glasgowa je bil nekoč v Springburnu, kjer so livarna Saracen, inženirske tovarne podjetij, kot je Charles Tennant, in delavnice za lokomotive zaposlovale številne Glaswegiane. Glasgow je prevladoval v tej vrsti proizvodnje, saj je bilo na tem območju na eni stopnji izdelanih 25 % vseh lokomotiv na svetu. Tu je bil sedež severnobritanske lokomotivske družbe. Danes se del Glasgow Works še naprej uporablja kot obrat za vzdrževanje železnic, kar je vse, kar je ostalo od industrije v Springburnu. Predlagano je bilo zaprtje leta 2019.

## Gospodarstvo
Glasgow ima tretji najvišji BDP na prebivalca katerega koli mesta v Veliki Britaniji (po Londonu in Edinburgu). Mesto ima več kot 410.000 delovnih mest v več kot 12.000 podjetjih. Letna stopnja gospodarske rasti v Glasgowu, ki znaša 4,4 %, je zdaj druga le v primerjavi z Londonom. Glasgow je eno izmed šestnajstih največjih finančnih središč v Evropi. Čeprav  Glasgowu nekoliko zaostaja za povprečjem v Veliki Britaniji, ima še vedno višjo stopnjo zaposlenosti kot Birmingham, Liverpool in Manchester.
Še danes so glavne gospodarske panoge; ladjedelništvo, inženiring, gradbeništvo, pivovarstvo in destilacija, tiskanje in založništvo, kemikalije in tekstil pa tudi novejši sektorji rasti, kot so optoelektronika, razvoj programske opreme in biotehnologija.

## Znamenitosti

### Glasgowska stolnica
Najpomembnejša zgodovinska stavba v mestu je Glasgowska stolnica iz 12. stoletja, znana tudi kot stolnica sv. Munga.

### Umetnostna galerija in muzej Kelvingrove
Je eden najbolj priljubljenih škotskih muzejev in brezplačnih znamenitosti za obiskovalce. Umetnostna galerija in muzej Kelvingrove sta bila odprta leta 1901, zbirka pa zajema naravoslovje, egiptovske starine, oblikovanje, arhitekturo, srednjeveško orožje in orožarno, škotsko zgodovino in zgodovino Glasgowa. Stavba hrani tudi eno največjih evropskih zbirk državljanske umetnosti, vključno s škotsko, evropsko, afriško, azijsko in oceansko likovno in dekorativno umetnostjo.
Kelvingrove je bil ponovno odprt leta 2006 po triletni prenovi in restavriranju, vredni 27 milijonov funtov, z zbirkami, ki so bile ponovno organizirane v dve polovici: Life in Expression. Galerije Life predstavljajo naravoslovje, človeško zgodovino in prazgodovino. Galerije Expression vključujejo zbirke likovne umetnosti. V 22 galerijah je na ogled več kot 8000 predmetov. Pomembni eksponati so Kristus sv. Janeza od Križa Salvadorja Dalija, azijski slon sira Rogerja, oklep Avant ter slike Glasgowskih fantov in škotskih koloristov.

### Trg George (George Square) in okrožje Merchant (Merchant District)
V središču zgodovinskega viktorijanskega dela v Glasgowu stoji trg George (George Square). Tam stoji 12 kipov pomembnih ljudi, povezanih z mestom, med njimi Robbie Burns, Walter Scott in kraljica Viktorija Britanska.

### Univerza v Glasgowu
Univerza v Glasgowu je bila zgrajena leta 1451 in je druga najstarejša visokošolska zgradba na Škotskem.

### Riverside muzej in Tall Ship
Glasgowski muzej Riverside vključuje številne eksponate iz nekdanjega mestnega muzeja za promet, vključno z modeli ladij, lokomotiv, tramvajev, starinskih avtomobilov in konjskih vagonov. 
Tall Ship je trimestna barka, ki je zunaj Riverside muzeja.

### Glasgow Green in Narodna palača
Glasgow Green, je bil zgrajen leta 1662 in je najstarejši mestni park. Ena glavnih znamenitosti parka je Narodna palača, muzej, zgrajen leta 1898, ki pripoveduje o zgodovini Glasgowa od leta 1750 do 20. stoletja.

### Palača Kibble in Glasgowski botanični vrtovi
Palača Kibble je eden največjih rastlinjakov v Veliki Britaniji. Zgrajena je bila leta 1873 in vsebuje: zbirko redkih orhidej; drevesne praproti iz Avstralije in Nove Zelandije; rastline iz Afrike, Amerike in Daljnega vzhoda. Nahaja se v Glasgowih botaničnih vrtovih.

## Pobratena mesta
| - Nürnberg, Nemčija, (od leta 1985) - Rostov na Donu, Rusija, (od leta 1986) - Dalian, Kitajska, (od leta 1997) - Havana, Kuba, (od leta 2002) | - Torino, Italija, (od leta 2003) - Marseille, Francija, (od leta 2006) - Lahore, Pakistan, (od leta 2006) - Betlehem, Palestina (od leta 2007) - Pittsburgh, ZDA (od 2020) |